# Transformers: Revenge of the Fallen - The Score
Transformers: Revenge of the Fallen - The Score è una colonna sonora del compositore statunitense Steve Jablonsky, pubblicata il 23 giugno 2009 dalla Reprise Records.

## Descrizione
Insieme a Transformers: Revenge of the Fallen - The Album, il disco funge da colonna sonora al film Transformers - La vendetta del caduto.

## Tracce
1. Prime - 2:14
2. Einstein's Wrong - 3:35
3. NEST - 2:08
4. The Shard - 2:42
5. The Fallen - 4:03
6. Infinite White - 3:58
7. Heed Our Warning - 4:26
8. The Fallen's Arrival - 3:47
9. Tomb of the Primes - 2:47
10. Forest Battle - 2:04
11. Precious Cargo - 1:38
12. Matrix of Leadership - 3:50
13. I Claim Your Sun - 3:06
14. I Rise, You Fall - 3:35